# Anton Denikin
Anton Ivànovitx Denikin (rus: Анто́н Ива́нович Дени́кин), més conegut com a Anton Denikin   (Szpetal, 16 de desembre de 1872 - Ann Arbor, 8 d'agost de 1947), fou un militar rus, que va dirigir l'Exèrcit Blanc del sud de Rússia alçats contra la revolució bolxevic.

## Biografia
Denikin era fill d'un militar polonès que havia servit a l'exèrcit rus arran del seu alliberament. En el moment d'esclatar la Revolució Russa era general i tenia una brillant carrera militar. Havia participat en la campanya de Manxúria (1904) i en la Divisió de Ferro durant la Primera Guerra Mundial.
L'octubre de 1916 va ser nomenat per comandar el 8è Cos d'exèrcit rus i dirigir les tropes a Romania. Després de la revolució de febrer i l'enderrocament del tsar Nicolau II, va esdevenir cap d'estat major de Mikhaïl Alekséiev, després d'Aleksei Brussílov i finalment de Lavr Kornílov. Denikin va ser simultàniament comandant del front sud-oest del 20 de juliol (2 d'agost) al 16 (29) d'agost de 1917. Va donar suport a l'intent de cop d'estat del seu superior, Kornilov, el setembre de 1917 i va ser arrestat i empresonat amb ell. Després d'això, Alekseev seria novament nomenat comandant en cap.
En veure el caos al front i la descomposició de Rússia va oposar-se ferotgement als bolxevics. Va seguir al Don el general Kornílov i allà van alçar-se a finals de 1917 com a 'Exèrcit de Voluntaris'. En morir Kornílov al Kuban, Denikin va assumir la direcció d'un incipient moviment blanc (en oposició al roig dels revolucionaris, el blanc simbolitzava la puresa).
Denikin assumeix la direcció d'un grup de rebels sense esperança, rodejats de bolxevics, però posa en marxa una sorprenent capacitat militar, trenca el setge i consolida un exèrcit blanc al sud de Rússia amb brillants operacions militars. El gener de 1919 funda les Forces Armades del Sud de Rússia (FASR), que llencen una ofensiva contra Moscou i arriben a ocupar la futura Stalingrad (en temps tsaristes anomenada Tsaritsin). Rodejat per nacionalistes ucraïnesos, bolxevics i anarquistes, acaba aturant l'ofensiva a causa de la manca del suport promès pels aliats. Llavors comença una retirada cap a Crimea i ha de dimitir, i és succeït pel general Wrangel. Deinkin es refugia primer a Constantinoble, on escapa per poc d'un atemptat comunista. Marxa a Anglaterra, França i, el 1945, als Estats Units. Allà mor el 8 d'agost de 1947.
A l'exili Denikin va dedicar-se a escriure els seus records a 'La descomposició de l'armada i el poder' (1921). En esclatar la Segona Guerra Mundial els alemanys li van oferir encapçalar un exèrcit rus antibolxevic, però Denikin es va negar car no volia entrar a Rússia al capdavant d'un exèrcit estranger.
La seva filla, Marina Deníkina, va escriure diversos llibres sobre la guerra civil russa i, des de França, va lluitar pel reconeixement del seu pare. Finalment, l'any 2005 Rússia va retornar la ciutadania russa a Marina Deníkina i les despulles del general blanc foren traslladades, amb honors, des dels Estats Units a Moscou.
Ideològicament era, en essència, un nacionalista rus radical. El lema del seu moviment fou "Rússia, una i indivisible". No era un reaccionari com han pretès els historiadors bolxevics, sinó que propugnava la proclamació d'una república i la convocatòria d'eleccions per formar una assemblea constituent. L'única condició era el manteniment de la unitat russa.